# مونتجومري شويلر
مونتجومري شويلر (بالإنجليزية: Montgomery Schuyler)‏ هو صحفي ومهندس معماري أمريكي، ولد في 19 أغسطس 1843 في إثاكا في الولايات المتحدة، وتوفي في 7 يوليو 1914 في نيو روتشيل في الولايات المتحدة.